# Ricarope
Ricarope（リカロープ）は、日本の女性シンガーソングライター、歌手。東京都世田谷区生まれ。CM歌手としても活動中。

## 経歴
東京都世田谷区に生まれ、神奈川県海老名市で育つ。
偶然ラジオで聞いたベン・フォールズ・ファイヴに感銘を受け、社会人になってから音楽活動を始める。
2002年9月、LD&K Recordsより『Rica Tea』でデビュー。2004年8月に発売した『Pianovel』では元Cymbalsの沖井礼二やNORTHERN BRIGHTの原"GEN"秀樹が参加し話題となる。また収録曲の『美しい飛び方』はKIRIN ここち開花のCMソングに抜擢。
2007年4月に卒業ソング『ちいさな校舎』を発売。元Cymbalsの矢野博康がレコーディングに参加している。このリリースをきっかけに教育関連のコラム執筆や学校での講演会やコンサートも行うようになる。
2009年2月にはC'est-bon! label（セボンレーベル）から朝をテーマにしたアルバム『Good morning!』を発売し、朝時間.jpにて公式ブログの連載が始まる（2009年 - 2014年）。ファニーな声質を生かし、この頃からCMナレーションやCM歌唱が増える。2011年3月に発売した『花びら』は山野楽器「Cafe Style spring 2011」に選ばれる。2013年1月には『Run』を発売。2015年11月には旅をテーマにした自身初のフルアルバム『a little trip』を発売。

## 人物
中学校で英語を教えていたキャリアがあり、楽曲にも英語が多く散りばめられている。
シングル『ちいさな校舎』は本人が教えていた実際の学校がモチーフとなっており、プロモーションビデオには実際の授業風景も使用されている。

## ライブ
ベン・フォールズ・ファイヴに多大な影響を受けており、ライブではドラムスとベースを合わせたスリーピースでの演奏スタイルをとっている。

### メンバー
- リカロープ - ボーカル、ピアノ

### サポートメンバー
- 及川 雅仁 - ベース、メロディオン 『ちいさな校舎』以降、プロデュース、編曲、アートワークを担当
- 井手野 敦 - ドラムス、パーカッション
- 西村 悟志 - ドラムス

## ディスコグラフィー

### シングル
|     | 発売日         | タイトル           | 品番      | 収録曲                                                           | レーベル         |
| --- | -------------- | ------------------ | --------- | ---------------------------------------------------------------- | ---------------- |
| 1st | 2007年2月21日  | ちいさな校舎       | 180-LDKCD | 1. ちいさな校舎 2. 箱庭 3. 美しい飛び方（ピアノ弾き語りver.）    | LD&K Records     |
| 2nd | 2011年3月4日   | 花びら             | CBLS-001  | 1. 花びら 2. 風にのって 3. 種をまこう                            | C'est-bon! label |
| 3rd | 2013年1月11日  | Run                | CBLS-002  | 1. Run 2. 春の足音 3. ふしぎないきもの 4. 雨雲な心、いつか晴れ。 | C'est-bon! label |
| 4th | 2017年10月25日 | 僕とコオロギ       | CBLS-003  | 1. 僕とコオロギ 2. 暮れゆく夏 3. Sing!                           | C'est-bon! label |
| 5th | 2018年11月7日  | ひとりごと         | 配信限定  | 1. ひとりごと                                                    | C'est-bon! label |
| 6th | 2021年1月30日  | ひらけふたば       | 配信限定  | 1. ひらけふたば                                                  | C'est-bon! label |
| 7th | 2021年11月18日 | 消えゆくラブソング | 配信限定  | 1. 消えゆくラブソング                                            | C'est-bon! label |

### アルバム
|     | 発売日        | タイトル      | 品番      | 収録曲 | レーベル         |
| --- | ------------- | ------------- | --------- | --- | ---------------- |
| 1st | 2002年9月25日 | Rica tea      | 131-LDKCD | 1. 呼んでもない運命 2. 思い出のしずく 3. sunflower 4. TRUE or FALSE 5. garcon 6. ダリアの花 | LD&K Records     |
| 2nd | 2004年8月4日  | Pianovel      | 151-LDKCD | 1. 〜toy piano〜 2. フリスビー 3. ジグザグ道 4. ハミングな日々 5. 雨音 6. 遠い国 7. 小さな幸せ 8. ピアノーベル 9. 美しい飛び方                                                                          | LD&K Records     |
| 3rd | 2009年2月4日  | Good morning! | CEBL-001  | 1. sleepy 2. Shine 3. Sunday morning & afternoon 4. breakfast 5. How is the weather today ? 6. Have a nice day !                                                                                        | C'est-bon! label |
| 4th | 2015年11月4日 | a little trip | CEBL-002  | 1. リトルトリップ 2. スタイル 3. radio 4. あの日のYes 5. jet 6. California 7. ブルーグレーな空 8. ゴーストタウン 9. 北欧ロマンス 10. 〜 jingle 〜 11. トワイライト 12. Have fun 13. 車窓 14. 恋がSwing! | C'est-bon! label |
| 5th | 2019年9月25日 | Humorous      | CEBL-003  | 1. 半透明なストーリー 2. ひとりごと（Album Mix） 3. Sing!（Album Version） 4. こっとん 5. アイスクリーム 6. Beach 7. タイムフライズ 8. Call 9. 緑ある星                                                 | C'est-bon! label |

## 主なCM歌唱、ナレーション
- 2009年 ニチレイフーズ『アセロラドリンク』CM歌唱[9]
- 2009年5月『ネスカフェ ドルチェ グスト』CMナレーション
- 2009年6月 TBS『ひみつの嵐ちゃん！』番組内コーナー曲作詞・歌唱
- 2010年7月『ロートリセ洗眼薬』CM歌唱、ナレーション[10]
- 2011年6月 セブンイレブン『夜得クーポン編』CM歌唱
- 2012年10月 ハウス食品『トーストシーズニング』CM歌唱
- 2013年9月 ベネッセ『たまごクラブひよこクラブ』CM歌唱、ナレーション[11]
- 2019年11月 和歌山放送『ラジオ・チャリティ・ミュージックソン』CM歌唱・ジングル